# Stigmella talassica
Stigmella talassica là một loài bướm đêm thuộc họ Nepticulidae. Loài này có ở Kazakhstan.